# جولیا وانگ
جولیا وانگ (انگلیسی: Julia Wong) تدوین‌گر اهل ایالات متحده آمریکا است. وی از سال ۱۹۹۵ میلادی تاکنون مشغول فعالیت بوده‌است.

## به عنوان تدوینگر فیلم
- مردان ایکس: آخرین ایستادگی (۲۰۰۶)
- موفق باشی چاک (۲۰۰۷)
- پلنگ صورتی ۲ (۲۰۰۹)
- شیره (۲۰۰۹)
- شنل قرمزی (۲۰۱۱)
- هرکول (۲۰۱۴)
- آزمایش بلکو (۲۰۱۶)
- گرتل و هانسل (۲۰۲۰)
- غیر باردار[۱] (۲۰۲۰)

## به عنوان دستیار تدوینگر
- گیسوکمند (۲۰۰۱)
- بی‌وفا (۲۰۰۲)
- هانی (۲۰۰۳)
- پس از غروب (۲۰۰۴)
- فرار از زندان (۲۰۰۵)